# Félelnöki rendszer
A félelnöki rendszer olyan kormányforma, amelyben egyszerre kormányoz egy viszonylag nagyhatalmú elnök, illetve egy olyan miniszterelnök és kormány, akik a törvényhozásnak felelősek. Abban különbözik a parlamentáris rendszertől, hogy az államfőt közvetlenül választják és szerepe nem ceremoniális, hanem valódi hatalma van. Az elnöki rendszertől abban különbözik, hogy a kormány, habár az elnök nevezi ki, a törvényhozásnak felelős, amely el is mozdíthatja.

A félelnöki rendszerű országok sárga színnel (2021)

Bár már a Weimari köztársaság (1919–1933) is egy korai félelnöki rendszer volt, a „félelnöki” nevet csak 1959-ben vezette be Hubert Beuve-Méry újságíró egy cikke, és Maurice Duverger politológus egy 1978-as munkája terjesztette el. Mindkét írás az 1958-ban létrehozott francia Ötödik Köztársaságot írta le.

## Altípusai
A félelnöki rendszernek két altípusa van: a miniszterelnöki-elnöki és az elnöki-parlamentáris rendszer.
A miniszterelnöki-elnöki rendszerben a miniszterelnök és a kormány egyedül a parlamentnek felelős. Az elnök választja ki a miniszterelnököt és a kormányt, de csak a parlament mozdíthatja el őket, bizalmatlansági szavazással. Az elnöknek nincs joga elmozdítani a miniszterelnököt vagy a kormányt. Bizonyos esetekben az elnök azonban kikerülheti ezt a tiltást, például ha feloszlatja a parlamentet, ami lemondásra kényszeríti a miniszterelnököt és a kormányt. Ez a rendszer van a következő országokban: Burkina Faso, Franciaország, Grúzia (2013-tól), Litvánia, Madagaszkár, Mali, Mongólia, Niger, Lengyelország, Portugália, Románia, Szenegál, Srí Lanka és Ukrajna (2014 óta, illetve előtte 2006 és 2010 között).
Az elnöki-parlamentáris rendszerben a miniszterelnök és a kormány egyszerre felelősek az elnöknek és a törvényhozásnak. Az elnök választja ki a miniszterelnököt és a kormányt, de ehhez szüksége van a törvényhozási többségre. Az elnök is elmozdíthatja a kormányt és a törvényhozás is, bizalmatlansági szavazással. A félelnöki rendszernek ez a formája közelebb áll az elnöki rendszerhez. A következő országok használják vagy használták: Örményország, Grúzia 2004 és 2013 között, Mozambik, Namíbia, Oroszország, Taiwan és Ukrajna 1996 és 2005, illetve 2010 és 2014 között. Ilyen volt a német Weimari köztársaság is.

## Félelnöki rendszerű országok
- Abházia
- Algéria – miniszterelnöki-elnöki
- Azerbajdzsán
- Bissau-Guinea – elnöki-parlamentáris
- Burkina Faso
- Dél-Oszétia
- Transznisztria
- Egyiptom – elnöki-parlamentáris (2007-es alkotmány), miniszterelnöki-elnöki (2012–2013 és 2014-es alkotmány)
- Grúzia – elnöki-parlamentáris a 2010-es módosítások előtt, 2013-tól miniszterelnöki-elnöki
- Haiti – miniszterelnöki-elnöki
- Jemen – elnöki-parlamentáris[6][7]
- Kazahsztán – elnöki-parlamentáris[8]
- Kelet-Timor – miniszterelnöki-elnöki
- Tajvan – elnöki-parlamentáris
- Kongói Demokratikus Köztársaság
- Litvánia – miniszterelnöki-elnöki
- Madagaszkár – miniszterelnöki-elnöki
- Mali – miniszterelnöki-elnöki
- Mauritánia – elnöki-parlamentáris
- Mongólia – miniszterelnöki-elnöki
- Mozambik – elnöki-parlamentáris
- Arcah
- Namíbia – elnöki-parlamentáris[9]
- Niger
- Palesztina
- São Tomé és Príncipe – miniszterelnöki-elnöki
- Srí Lanka – miniszterelnöki-elnöki
- Szenegál – miniszterelnöki-elnöki
- Szíria – elnöki-parlamentáris
- Tunézia – miniszterelnöki-elnöki 2014 óta, korábban Elnöki-parlamentáris)

Az EU államformái
félelnöki köztársaság
parlamentáris köztársaság
parlamentáris alkotmányos monarchia

- Zöld-foki Köztársaság

### Európa
- Észak-Ciprus
- Franciaország – miniszterelnöki-elnöki
- Portugália – miniszterelnöki-elnöki
- Románia – miniszterelnöki-elnöki
- Oroszország – elnöki-parlamentáris
- Ukrajna – elnöki-parlamentáris (1996-os alkotmány, 2004-től, 2006-ban lépett életbe)
- Lengyelország (a gyakorlatban, az alkotmány szerint azonban egy parlamenti köztársaság)[10][11][12]

## Fordítás
Ez a szócikk részben vagy egészben  a   Semi-presidential system című angol Wikipédia-szócikk system ezen változatának fordításán alapul.  Az eredeti cikk szerkesztőit annak laptörténete sorolja fel. Ez a jelzés csupán a megfogalmazás eredetét és a szerzői jogokat jelzi, nem szolgál a cikkben szereplő információk forrásmegjelöléseként.